# 費比厄斯鎮區 (密蘇里州斯凱勒縣)
費比厄斯鎮區（英語：Fabius Township）是位於美國密蘇里州斯凱勒縣的一個行政鎮區。

## 地方資料
費比厄斯鎮區的面積為137.04平方千米，當中陸地面積為136.53平方千米，而水域面積為0.51平方千米。根據2020年美國人口普查的數據，當地共有人口678人，而人口密度為每平方千米4.95人。